# Bussang
Bussang är en kommun i departementet Vosges i regionen Grand Est (tidigare regionen Lorraine) i nordöstra Frankrike. Kommunen ligger i kantonen Le Thillot som tillhör arrondissementet Épinal. År 2022 hade Bussang 1 289 invånare.

## Befolkningsutveckling
Antalet invånare i kommunen Bussang
| Referens: INSEE |